# Stav účastníka

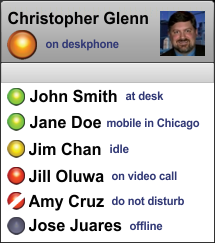
Příklad indikace stavu účastníků

Stav účastníka (anglicky Presence information) v telekomunikacích a počítačových sítích je indikace, jestli je vybraný účastník přítomen a ochoten nebo schopen komunikovat (může mít obsazeno, přesměrováno atd.). Zatímco v tradičních telefonních sítích je potřeba pro zjištění stavu účastníkovi zavolat, programy pro instant messaging obvykle zobrazují okamžitý stav libovolného množství vybraných účastníků.
Přenos stavu účastníků je jednou z funkcí protokolu SIP.